# Václav Koranda von Pilsen
Václav Koranda von Pilsen (deutsch Wenzel Koranda von Pilsen; tschechisch Václav Koranda z Plzně; lateinisch Wenceslaus Coranda de Plzna; * zwischen 1422 und 1424 in Pilsen; † zwischen 1. und 9. Februar 1519 in Prag) war ein hussitischer Theologe und Universitäts-Magister. 1462/63 und 1470/71 sowie 1513 war er Rektor der Karlsuniversität und 1471 bis 1497 Administrator der utraquistischen Kirche.

## Leben
Václav/Wenzel Koranda studierte an der Karls-Universität, wo er 1454 den akademischen Grad eines Baccalaureus erwarb. Nach dem Magisterabschluss lehrte er ab 1458 an der Universität; 1460 bekleidete er das Amt des Dekans und 1462/63 sowie 1470/71 das Amt des Rektors. 1462 gehörte er zur Gesandtschaft des böhmischen Königs Georg von Podiebrad, die beim Papst Pius II. vergeblich um die amtliche Bestätigung des gewählten Erzbischofs Jan Rokycana ersuchte sowie die Einhaltung des Kompaktates, das auf dem Konzil von Basel verabschiedet worden war und später durch den Papst aufgehoben wurde. Nach vier Monaten kehrte er gemeinsam mit seinen Begleitern Prokop von Rabstein, Jan Malovec, Zdeňek Kostka von Postupitz und Václav Vrbenský ohne Ergebnis zurück. Anschließend kam es zum offenen Bruch zwischen den Utraquisten und dem Papst.
Koranda predigte u. a. in der Bethlehemskapelle und war ein Gegner der Böhmischen Brüder. Nach dem Tod des utraquistischen Administrators Jan Rokycana 1471 übernahm er bis 1497 die Verwaltung des Konsistoriums. Von seinen religiösen und politischen Schriften sind die „Manualia Venceslai Korandae“ am bekanntesten.